# Pinnotheres pisum
Espèce
Pinnotheres pisum, le Pinnothère, appelé aussi Crabe de l'huître ou Crabe petit pois (en raison de sa taille généralement comparable à celle d'un petit pois, bien qu'il puisse atteindre la taille d'une noix), est une espèce de petits crabes qui vit à l'intérieur de coquilles d'huîtres, palourdes, moules ou d'autres espèces de bivalves.
Ce crabe a d'abord été considéré comme symbiote des bivalves avec lesquels il se développe, mais après que l'on a constaté qu'il pouvait endommager les branchies fragiles des bivalves, il est aujourd'hui parfois considéré comme parasite de l'hôte.

## Description
Les femelles ont une grande plaque chitineuse rabattue sur le dessous du corps, pour couvrir les œufs ce qui ajoute à l'aspect sphérique de cet animal.

## Cycle de vie

### Reproduction
L’accouplement peut se produire tout au long de l'année (dans l’hôte). Mais comme les femelles gravides ne s’observent que d'avril à octobre (avec un pic en juin-juillet), les accouplements doivent se dérouler principalement de février à mai (ou juin).
La quantité importante de sperme stockée chez le mâle indique une possibilité de reproductions multiples.

### Œufs et larves
La gestation des œufs dure entre 39 et 55 jours (sur base de 6 spécimens) et l’augmentation de la température en réduit sa durée. Les œufs ont une taille allant de 0,27 mm pour les jeunes à 0,3 mm pour les vieux.
Ce crabe présente 4 zoés et une mégalope,. Les larves (stades non spécifiés) nagent vers la surface dans un premier temps mais s’orientent ensuite vers le sédiment pour se nourrir. La mégalope se pose généralement sur le substrat (géotropisme positif ou phototactisme négatif) mais elle possède encore la capacité de nager. Le « First crab » ou première forme crabe suivant le dernier stade larvaire présente une largeur de céphalothorax variant de 0,5 à 3 mm,, et n’apparaîtrait qu’à partir du mois d’août.

### Les formes  adultes
Les organes copulateurs (gonopodes) n’apparaissent que chez les crabes de 1,3 mm de céphalothorax. Ces crabes se cachent le jour et sortent la nuit. Le sex ratio est biaisé en faveur des femelles,,.

## Parasitisme

### Prévalence ou proportion d'hôtes «contaminés»
Cette donnée n'est fournie que pour le bivalve Mytilus edulis (moule).

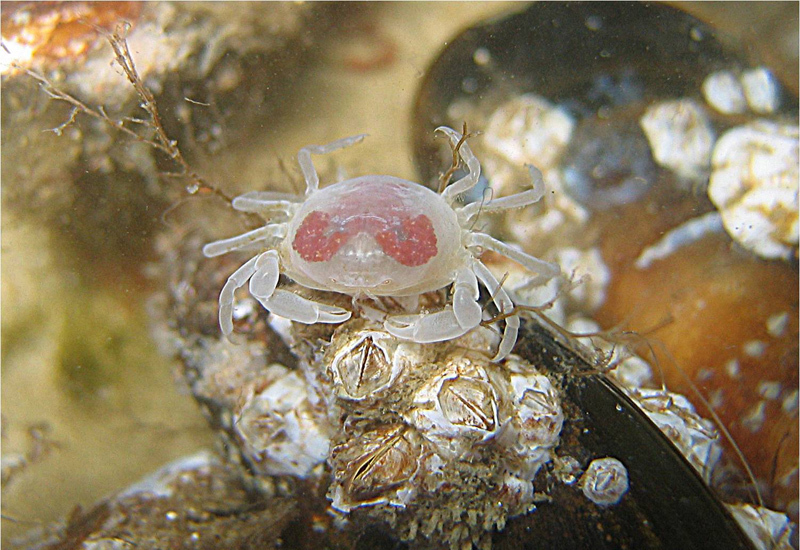
Un pinnothère (Pinnotheres pisum) dans les aquariums de Mareis

Elle change fort selon les régions d’étude même si le régime de marées est identique. Les moulières proches de la surface sont moins infestées.
- 4 à 15,9 % sur le plateau des Duons à Roscoff[10] ;
- 8 à 25 % dans des moules d’élevage[11] ;
- 2,5 à 52,9 % à Noirmoutier et au Croisic[12] ;
- 65 % à Portsmouth[10] ;
- 78 % à Luc-sur-Mer[8].

La prévalence diminue dès le printemps jusqu’à la fin de l’été, il y aurait une corrélation entre la taille des hôtes et le fait qu’ils soient colonisés.
Il existe deux hypothèses pour expliquer la prévalence plus faible dans les moulières de surface :
1. La forme « First crab » serait la forme infestante[7]. Du phototactisme négatif serait à l’origine de la faible infestation des hôtes proches de la surface[13].
2. La prévalence est plus importante en eaux profondes par rapport aux eaux peu profondes car le temps d’immersion influence le temps d’alimentation de l’hôte et donc la nourriture disponible pour le crabe[1].

## Charge parasitaire ou nombre moyen de parasite par hôte
Cette donnée n'est fournie que pour le bivalve Mytilus edulis. Le crabe se positionne dans l’espace laissé par l’hôte entre les deux valves. Les grands crabes se positionnent au centre de l’hôte et les petits un peu partout.
La présence de couples (un mâle pour une femelle) et de triplettes (deux mâles pour une femelle) a été observée.
Il n’existe pas de relation de taille et d’âge entre les crabes colonisant le même hôte.
Lorsque le climat est favorable (été) on observe les valeurs les plus faibles pour la charge parasitaire et l’inverse s’observe en hiver. Ainsi en février un spécimen récolté abritait jusqu’à 25 crabes (juvéniles). En été, il y a rarement plus de deux crabes par hôte. Néanmoins, l’infestation par un seul crabe est la plus fréquemment observée.
Dans certaines zones où la prévalence est faible, les mâles resteraient avec leur compagne pendant plusieurs mois.
Lorsque deux femelles se retrouvent dans un même hôte, elles ne sont pas au même stade de développement mais peuvent avoir la même taille.
La distribution des crabes au sein des hôtes n’est pas aléatoire et il semble qu’un processus, dont le mécanisme est inconnu, inhibe la présence simultanée de deux femelles au sein d’un même hôte. En outre, il y a une forte tendance à la vie en couple plutôt qu'à la vie en solitaire. Une femelle n'entre pas dans un hôte occupé par une autre femelle. Lorsqu’un mâle approche d’un hôte occupé par un couple il n’entre pas non plus. L’auteur suppose soit un comportement agressif de la part du couple ou une libération d’une substance chimique inhibante.

## Hôtes
La taille limite des hôtes pour être parasités est de 10 mm de long pour M. edulis. Les crabes auraient une préférence pour les hôtes de plus de 30 mm de long (Huard & Demeusy 1968). Selon Houghton (1963) les crabes auraient tendance à chercher les moules de grande taille. Les grands crabes se retrouvent dans les grands hôtes mais les petits se retrouvent partout (Houghton 1963).
Tous les hôtes sont des organismes suspensivores et membres de l’épifaune de fond sableux ou rocheux (Christensen pers. comm.)
Les hôtes occupés par une femelle sont plus grands que ceux occupés par un mâle. Et ceux occupés par plusieurs crabes sont encore plus grands. Ceci peut s’expliquer certainement par l’espace réduit fourni par l’hôte (Haines et al. 1994).

### Bivalves colonisés
Ce sont notamment :
- Mytilus edulis : Moule commune
- Spisula solida : Mactres
- Modiolus modiolus : Horse mussel ou Moule barbue
- Cerastoderma edule (= Cardium edule) : Coques
- Acanthocardia tuberculata (= Cardium echinatum) : Coques
- Venus verrucosa : Praire commune
- Tapes decussatus : Palourde
- Glycymeris glycymeris: Amande marbrée ou Amande de mer

(In Huard & Demeusy 1968)
- Spisula elliptica
- Modiola vulgaris

(Houghton 1963)
- Cardium norwegicum : Coques
- Spisula subtruncata
- Modiola modiolaria

(Silas & Alargarswami 1967)
- Ostrea edulis : Huître (Orton 1920)

### Ascidie
- Ascidia mentula : Ascidie rose

Les crabes auraient des morphologies variables selon l’hôte colonisé (Bourdon 1965).

## Alimentation
Coupin (1894), estima que ce crabe récupérait par filtration les matières organiques véhiculées par le courant d’eau entretenu par l’hôte.
Le crabe se nourrit du cordon de mucus que l’on retrouve en marge des branchies qu’il récupère au moyen de ses chélipèdes. Le mucus reste accroché aux pinces grâce aux soies disposées en peigne. Il presse ensuite ses pinces sur sa bouche et récupère le mucus au moyen de ses pièces buccales. Il semble que les pinces soient adaptées pour se fléchir en leur milieu ce qui fournit une plus grande aisance de ses mouvements. Pour cet auteur, cette symbiose correspond bien à du parasitisme car l’hôte, à l’inverse du crabe, ne semble ici tirer aucun bénéfice de cette association (Orton 1920).
White (1937) trouva dans le tube digestif du crabe des diatomées et des substances appartenant à la moule. Néanmoins, la forme dure de ce crabe peut se nourrir en dehors de l’hôte à partir de déchets et de proies capturées (Berner 1952).